# الکسی ژنی
الکسی ژنی (به فرانسوی: Alexis Jenni) نویسنده و استاد دانشگاه قرن بیستم میلادی اهل فرانسه و زاده ۱۹۶۳ در شهر لیون است. او در ۲۰۱۱ برندهٔ جایزه گنکور شده‌است. مهم‌ترین کتاب او هنر فرانسوی جنگ (به فرانسوی: L'Art français de la guerre) است.